# 化骨龍與千年蟲
《化骨龍與千年蟲》（英語：He Is My Enemy, Partner and Father-in-law）為1999年的香港喜劇電影，張家輝、李修賢等主演。

## 劇情大綱
一名綽號“化骨龍”的三四流古惑仔，與一名綽號“千年蟲”的老差骨李竹松，因一宗尋仇案而相識，並發展出一段微妙的友情。台灣黑幫大佬關遠，到香港找仇家報仇，化骨龍成為現場唯一目擊證人，並協助警方拼出嫌疑犯圖像。其實化骨龍並沒見過關遠的容貌，只是匆匆看過他的臀部。化骨龍因貪圖有關死者所收藏的巨款，不料惹來一身麻煩，但最終也獲得了千年蟲的友情和他女兒Angel的關愛。

## 主要演員
| 演员   | 角色          | 备注             |
| 張家輝 | 史伐隆/化骨龍 |                  |
| 李修賢 | 李竹松/千年蟲 | 警長             |
| 羅蘭   | 龍媽          |                  |
| 陳思穎 | Angel         | 李竹松之女       |
| 呂有慧 |               | 李竹松妻         |
| 張瑞哲 | 關遠          | 台灣黑幫大佬     |
| 林雪   | 肥豬王        | 欺負化骨龍的債主 |
| 李耀明 | 一山哥        |                  |
| 林子善 | 電腦維修人員  | 客串             |